# Бускасио, Джулия
Джулия Бускасио Виейра (порт. Giullia Buscacio Vieira; род 21 января 1997, Фуншал, Мадейра) — бразильская актриса португальского происхождения.

## Биография
Джулия Виейра родилась в Фуншале, столице португальского острова Мадейра, в семье бразильского футболиста Жулио Сезара Гувейи Виейры, выступавшего на позиции нападающего и выступавшего за бразильский «Ботафого», ряд южнокорейских и бразильских клубов, а также за венгерский «Фехервар», и Адрианы де Фариас Бускасио. Таким образом Фуншал стал родным для Джулии городом, из-за того, что в момент появления её на свет её отец играл за местный «Маритиму». Впоследствии Джулия прожила ещё четыре года в Южной Корее, где под впечатлением от местных теленовелл захотела стать актрисой. Помимо родного португальского она свободно владеет корейским языком.

## Карьера
Дебют Джулии Бускасио на телевидении состоялся в 2009 году, в возрасте 12 лет, когда она снялась в сериале Права и преступления, транслировавшемся на бразильском телеканале «Rede Record». В 2012 году она исполнила роль в мыльной опере «По высшему классу», выходившей на том же канале. Помимо работы на телевидении Бускасио с раннего возраста проявляла интерес и талант в кинематографе, сняв несколько независимых короткометражных фильмов, таких как «O Menino Mofado».
К наиболее заметным её работам относится роль мятежной и избалованной Бруны в мыльной опере «Я люблю Параисополис», транслировавшейся «Rede Globo». В 2016 году она присоединилась к актёрскому составу теленовеллы «Старик Шику», в которой сыграла романтическую Оливию, образующую пару с героем Габриэля Леоне.
Янна Лавин должна была сыграть роль туземки Жазиры в сериале «Новый мир», но когда она забеременела, Джулия заменила её.

## Фильмография

### Телевидение
| Год  | Название                                              | Роль                     | Ссылки |
| ---- | ----------------------------------------------------- | ------------------------ | ------ |
| 2009 | Права и преступления (порт. A Lei e o Crime)          | Патрисия                 |        |
| 2010 | Наш любимый весельчак (порт. Nosso Querido Trapalhão) | сестра Ренато            |        |
| 2011 | Один поцелуй (порт. Aquele Beijo)                     | девочка из детского дома |        |
| 2012 | По высшему классу (порт. Balacobaco)                  | Витория                  |        |
| 2015 | Я люблю Параисополис (порт. I Love Paraisópolis)      | Бруна                    | [ 5 ]  |
| 2016 | Старик Шику (порт. Velho Chico)                       | Оливия                   | [ 6 ]  |
| 2017 | Новый мир (порт. Novo Mundo) Novo Mundo               | Жазира                   | [ 7 ]  |

### Кинематограф
| Год  | Название        | Роль |
| ---- | --------------- | ---- |
| 2011 | O Menino Mofado | Ана  |